# Лудолф IV фон Алвенслебен
Лудолф IV фон Алвенслебен (на немски: Ludolf IV von Alvensleben; * 1421; † 25 януари 1476) е благородник от род Алвенслебен в Саксония-Анхалт, господар на замък Калбе в град Калбе на река Милде, и дворец Хундисбург в Халденслебен в Алтмарк, Саксония-Анхалт.

## Биография
Той е син на Лудолф III фон Алвенслебен († сл. 1437) и съпругата му Армгард/Ермгард фон Хонлаге (* ок. 1396). Внук е на Гебхард XI фон Алвенслебен († сл. 1371) и съпругата му София фон Люцов (* ок. 1347). Правнук е на Албрехт II фон Алвенслебен. Брат е на Бусо VII фон Алвенслебен († ок. 1495) и Гебхард XVI фон Алвенслебен/XII († 1494).
Замъкът Калбе е построен през 9 и 10 век и от 1324 до 1945 г. е собственост на фамилията фон Алвенслебен. Фамилията става през 1452 г. собственик на замък Хундисбург и през 16 век внукът му Лудолф X фон Алвенслебен (1511 – 1596), заедно с братята си, го престроява на ренесансов дворец. На 15 май 1479 г. се състои първото фамилно събрание в замък Калбе, в което се определят наследниците по ред и грижата за вдовиците и дъщерите по отделно.

## Фамилия
Лудолф IV фон Алвенслебен се жени за Анна фон Бюлов († 1473), дъщеря на рицар Вико фон Бюлов († 1453) и Кристина фон Карлов († сл. 1469). Те имат осем деца:
- Лудолф фон Алвенслебен (* 1477)
- Гебхард XVII фон Алвенслебен (* ок. 1476/ 1477 в Калбе (Милде); † 7 април 1541 в Алвенслебен в Хое Бьорде), женен пр. 12 март 1510 г. за Фредеке фон Венден (1488 – 1551), дъщеря на Лудолф фон Венден и Маргарета фон Велтхайм; имат девет деца
- Бусо VIII фон Алвенслебен/I († 1493), епископ на Хавелберг (1487 – 1493)
- Вике фон Алвенслебен († 1510), женен за Гертруд фон Малтцан; имат два сина и една дъщеря
- Албрехт фон Алвенслебен († ок. 1512), женен за Йолгард фон Блюхер; имат два сина и една дъщеря
- Анна фон Алвенслебен, омъжена за Аше фон Бортфелд
- Гьодел фон Алвенслебен, омъжена за Бернд фон Малтцан
- Ермгард фон Алвенслебен